# Aprilci
Aprilci (bulharsky Априлци) je město ležící na centrálním severu Bulharska, v rozlehlém údolí na severním svahu centrální Staré Planiny. Město je správním střediskem stejnojmenné obštiny a má přibližně 2 500 obyvatel.

## Historie
Město Aprilci vzniklo v roce 1976 sloučením čtyř velkých vesnic: Novo Selo, Zla Reka, Vidima a Ostrec.
Prvními významnými obyvateli zdejšího údolí byli Thrákové, pravděpodobně z kmene Triballů. Bylo zde nalezeno 15 mohyl a pohřby datované do 4. - 3. století před naším letopočtem. Během římské nadvlády procházela Novoselským údolím důležitá silnice spojující provincie Moesii a Thrákii a ta je na některých místech stále dobře patrná. První zdejší osadníci sem přicházeli záhy po pádu Bulharska pod osmanskou nadvládu a byli to uprchlíci z oblasti Tarnova, což dokládají některé místní názvy.
Později, v 18. a na počátku 19. století, místní nepřístupné lesy ukrývaly další vlnu Bulharů, prchajících před krdžaliji ze Sevlieva, Tarnova a dokonce z oblastí na jih od Staré planiny. Podle legendy napadli lupiči vesnici, vypálili ji a zabili většinu obyvatelstva. Ti, kterým se podařilo ukrýt v horách, se nakonec vrátili, obnovili osadu a nazvali ji Novo Selo, turecky Eniköy
Během bulharského obrození přerostlo díky dobré geografické poloze Novo Selo do řemeslně-obchodního a kulturně-vzdělávacího centra údolí a sousedních vesnic. Na konci 18. a počátku 19. století se vyvinulo mnoho řemesel – tesařství, hrnčířství, kožedělství, tkalcovství, krejčovství, měditepectví, zlatnictví, řezbářství, povoznictví. V roce 1812 zde byla otevřena klášterní škola a sekulární škola v roce 1850. V roce 1814 byl postaven kostel sv. Petky Paraskevy a v roce 1830 Novoselský klášter Nejsvětější Trojice, v němž zpočátku žilo asi 40 jeptišek. Ekonomický vzestup přinesl svobodomyslného ducha, takže zde v roce 1872 mohl Vasil Levski založit tajný revoluční výbor. V roce 1876 se Novo Selo stalo jedním z center dubnového povstání. Novoselská republika trvala pouhých devět dní, než byla brutálně potlačena. Téměř všechny čtyři vesnice tvořící dnešní město Aprilci byly vypáleny tureckými vojsky. Po osvobození byl na počest místních obyvatel, kteří zemřeli v krvavých bitvách v roce 1876, postaven v roce 1906 chrám svatého Jiří Vítězného. Po sloučení vesnic bylo město nazváno na jejich počest.

## Obyvatelstvo
Ve městě žije 2 572 obyvatel a je zde trvale hlášeno 2 432 obyvatel. Podle sčítání 1. února 2011 bylo národnostní složení následující:
- Bulhaři: 2 872 (99.2 %)
- Turci: 15 (0.5 %)
- Romové: 7 (0.2 %)